# Кимсанов, Машраб Туранович
Машраб Туранович Кимсанов (узб. Mashrab Turonovich Kimsanov; 17 августа 1955, Фергана, Узбекская ССР, СССР — 2 мая 2024, Узбекистан) — советский, узбекский актёр, заслуженный артист Узбекистана.

## Биография
Машраб Кимсанов родился 17 августа 1955 года в Фергане. С 1976 по 1979 годы работал на должности ассистента режиссёра киностудии «Узбекфильм». В 1983 году закончил актёрский факультет Всесоюзного государственного института кинематографии имени С. А. Герасимова. С 1983 по 1986 годы был актёром на киностудии «Узбекфильм», с 1986 работал в экспериментальном Театре-студии киноактёра при «Узбекфильме».
Последние годы жизни актёр был прикован к постели, перенеся четыре инсульта. Скончался 2 мая 2024 года.

## Фильмография

### Актёр
- 1977 — Это было в Коканде — Сафар[4]
- 1979 — Огненные дороги — Факир и Буракбай[4]
- 1984 — Легенда о любви[5]
- 1984 — Невеста из Вуадиля — Машраб[5]
- 1985 — Клятва Джантая[5]
- 1985 — Прощай, зелень лета — офицер[5]
- 1985 — Говорящий родник — Парпиев[5]
- 1985 — Долгое эхо в горах — инспектор ГАИ[5]
- 1985 — Последняя инспекция — милиционер[4]
- 1987 — Тайное путешествие эмира — эмир[5]
- 1990 — Дрянь[5]
- 1991 — По закону джунглей[5]
- 1997 — Ермак — татаро-монгольский воин[5]
- 1997 — Отчие долины[5]

### Режиссёр-постановщик
- Жених с гор[1]

## Награды
- Заслуженный артист Узбекистана (1999)[3].